# Rîhlî, Korop
Rîhlî (în ucraineană Рихли) este un sat în așezarea urbană Ponornîțea din raionul Korop, regiunea Cernihiv, Ucraina.

## Demografie
Componența lingvistică a localității Rîhlî
     Ucraineană (97,32%)
     Rusă (2,68%)
Conform recensământului din 2001, majoritatea populației localității Rîhlî era vorbitoare de ucraineană (97,32%), existând în minoritate și vorbitori de rusă (2,68%).